# جائحة فيروس كورونا في رواندا
توثق هذه المقالة آثار جائحة فيروس كورونا 2019-2020 في رواندا، وقد لا تتضمن جميع الاستجابات والتدابير والإجراءات الرئيسية حتى الآن.

## خلفية
في 12 يناير 2020، أكدت منظمة الصحة العالمية (WHO) أن فيروس تاجي جديد كان سببًا لمرض تنفسي لمجموعة من الأشخاص في مدينة ووهان، مقاطعة خوبي، الصين، والذين كانوا قد لفتوا انتباه منظمة الصحة العالمية في البداية في 31 ديسمبر 2019. رُبطت هذه المجموعة في البداية بسوق هوانان للمأكولات البحرية بالجملة في مدينة ووهان. ومع ذلك، فإن بعض الحالات الأولى التي أظهرت نتائج مختبرية لا صلة لها بالسوق، فمصدر الوباء غير معروف.
على عكس السارس لعام 2003، كانت نسبة إماتة الحالات لـ كوفيد-19  أقل بكثير، لكن انتقال العدوى كان أكبر بكثير، مع إجمالي عدد الوفيات. عادة ما يظهر كوفيد-19 في حوالي سبعة أيام بأعراض شبيهة بالإنفلونزا يُظهرها بعض الأشخاص حيث تتطور إلى أعراض الالتهاب الرئوي الفيروسي الذي يتطلب الدخول إلى المستشفى. اعتبارًا من 19 مارس، أصبح كوفيد-19 يُصنف على أنه «مرض معدي عالي الأثر».

## الجدول الزمني
- في 14 مارس سجلت وزارة الصحة أول حالة .[6]
- بحلول 16 مارس،
  - أكدت رواندا حالتين أخريين في كيغالي، مما رفع العدد الإجمالي للحالات في البلاد إلى سبع.[7]
  - في محاولة لوقف الفيروس التاجي، أعلن المسؤولون الروانديون عن إغلاق البلاد لمدة أسبوعين. ويجب أن يعمل الموظفون العام والخاص من المنزل، في ظل إجراءات صارمة. كما ستغلق جميع الحدودمع إعفاء البضائع والمواطنين الروانديين، وتطبيق الحجر الصحي الإلزامي لمدة 14 يومًا.[8][9]
- في 28 مارس، سجلت وزارة الصحة ست حالات جديدة لكوفيد-19، ليصل مجموع المصابين بالفيروس إلى 60 حالة.[10]
- في 9 أبريل، سُجلت 3 حالات جديدة من الفيروس التاجي وذلك من أصل 720 عينة تم فحصها في الـ 24 ساعة الماضية. وبهذا يصل مجموع الحالات المؤكدة إلى 113 شخصاً (تعافى 7 منهم). الحالت الثلاثة تتعلق بمسافرين قاما مؤخرًا برحلات إلى المنطقة، عُزلا عند الوصول وحالة واحدة مخالطة لحالة إيجابية مؤكدة سابقًا، والتي حددت عبر تتبع مخالطة المرضى.[11]